# Acrisio Sena
José Acrisio de Sena, conhecido como Acrisio Sena (Fortaleza, 11 de julho de 1962) é um político brasileiro. Em 2018, foi eleito deputado estadual do Ceará pelo Partido dos Trabalhadores (PT) com 27 842 votos. Não foi reeleito em 2022.

## Biografia
Natural de Fortaleza, José Acrisio de Sena é casado com a assistente social Letícia Peixoto, pai de Dimitri (in memoriam), Iuri, Bárbara e Marina. Morou no antigo Barro Vermelho, hoje Antônio Bezerra. Aluno da escola pública, concluiu sua educação básica na Escola de 1º e 2º Grau de Antônio Bezerra.
Formado em História pela Universidade Estadual do Ceará (UECE) e mestre em educação pela Universidade Federal do Ceará (UFC). Atuou como professor da educação básica, alfabetizador em comunidades carentes, formador de professores quando docente no ensino superior.
Na década de 80, atuou como líder comunitário. Quando bancário, seguiu para o movimento sindical, onde foi articulador do Movimento de Oposição Bancária (MOB) e dirigente do Sindicato dos Bancários do Ceará. Assessorou diversos sindicatos, entre eles o da Construção Civil, Comerciários, Fazendários e Bancários, além da Pastoral Operária da Arquidiocese de Fortaleza. Foi um dos fundadores da Central Única dos Trabalhadores (CUT), em 1983, sendo presidente da Central, em 1991.
Nas eleições estaduais no Ceará em 1994 foi candidato a vice-governador na chapa de Rosa Maria da Fonseca, ambos pelo PSTU. Não foram eleitos e obtiveram 72.395 votos.
Durante a gestão da Prefeita Luizianne Lins, em 2005, à frente do Instituto Municipal de Pesquisa, Administração e Recursos Humanos (IMPARH), ajudou na construção do PCCS dos trabalhadores da Guarda Municipal e da Educação do Município de Fortaleza. Levou cursos de idiomas para as comunidades carentes e implantou o sistema de cotas, garantindo 50% das vagas para estudantes das escolas públicas, para ingresso no Centro de Línguas.
Foi vereador de Fortaleza por três mandatos consecutivos, eleito em 2008, 2012 e 2016.
Como vereador, foi presidente da Câmara Municipal de Fortaleza, quando criou o Fórum Viva Centro e o projeto Câmara nos Bairros, articulando o Parlamento Metropolitano. Foi convidado, em 2015, pelo governador Camilo Santana, para assumir a Assessoria Especial de Acolhimento aos Movimentos Sociais.
Em 2017, pela 7ª vez, foi eleito um dos 4 melhores vereadores do Ceará. No mesmo ano, foi apontado pelo Anuário do Ceará, publicação do Jornal O Povo, um dos vereadores mais influentes da Câmara Municipal de Fortaleza e um dos melhores políticos do Estado. Em 2018, foi presidente da Comissão de Meio Ambiente e Transporte da Câmara e relator do Plano Diretor de Fortaleza. No mesmo ano, foi eleito deputado estadual pela primeira vez, com 27.842 votos. Na Assembleia Legislativa do Ceará trabalha com temáticas como educação, pessoas com deficiência, pessoas vivendo com HIV/AIDS, juventude, direitos humanos e segurança hídrica.